# Залізничні станції Південного Судану

Залізниці Південного Судану

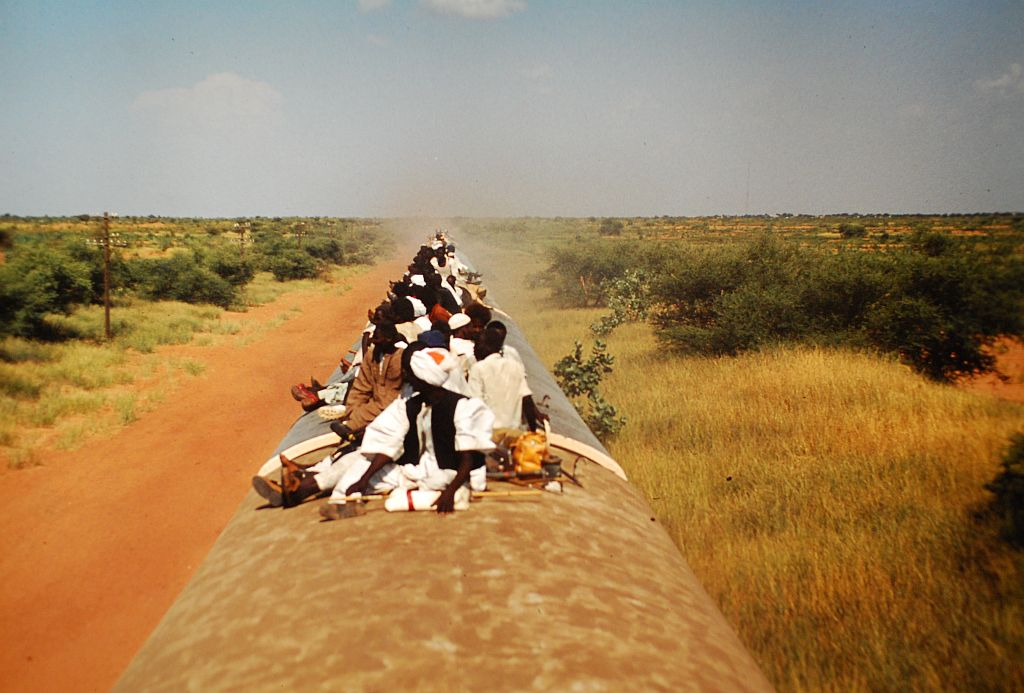
Потяг, який йде у напрямку Вау

Усі залізничні станції Південного Судану розташовані на лінії Бабануса-Вау, яка була збудована у 1959–1962 роках. В часи громадянської війни залізниця була частково пошкоджена та замінована у декількох місцях. За допомогою ООН залізниця була згодом відновлена.

## Карти
- UNHCR Atlas Map [Архівовано 8 жовтня 2012 у Wayback Machine.]
- UN Map [Архівовано 4 вересня 2011 у Wayback Machine.]
- Interactive map of South Sudan railways [Архівовано 29 листопада 2011 у Wayback Machine.]